# Polders rond Biervliet
De Polders rond Biervliet is een complex van polders dat is gelegen rond de plaats Biervliet, in de Nederlandse provincie Zeeland. Deze plaats was, na talrijke overstromingen, op een eiland komen te liggen. Omstreeks 1550 was de situatie op zijn ergst. In 1561 werd weliswaar melding gemaakt van een groote apparentie van wasdomme, maar de Tachtigjarige Oorlog, en ten gevolge daarvan de inundatie van 1583, maakten dat pas tijdens het Twaalfjarig Bestand aan inpoldering kon worden gedacht.
Uiteindelijk groeide het complex rond de centrale oudlandpolder aan, waarbij voortdurend polders werden toegevoegd, de laatste in 1907.
Het complex bestaat uit de volgende polders:
- Oude Stadspolder
- Kompolder
- Brilspolder
- Kleine Zoutepolder
- Groote Zoutepolder
- Geertruidapolder
- Oranjepolder
- Amaliapolder
- Mariapolder
- Sint Annapolder
- Helenapolder
- Sint Pieterspolder
- Klein Zuiddiepepolder
- Groote Zuiddiepepolder
- Kleine Jonkvrouw benoordenpolder
- Groote Jonkvrouw benoordenpolder
- Zachariaspolder 1e deel
- Zachariaspolder 2e deel
- Wilhelminapolder
- Zachariaspolder 3e deel
- Magdalenapolder
- Beukelspolder
- Thomaespolder
- Paulinapolder
- Elisabethpolder
- Angelinapolder
- Koninginnepolder
- Van Dunnépolder